# 1992–1993-as olasz labdarúgókupa
Az 1992–1993-as olasz labdarúgókupa az olasz kupa 46. kiírása. A kupát a Torino nyerte meg, ötödször.

## Eredmények

### Első forduló
A mérkőzéseket 1992. augusztus 23-án játszották. 
| 1. csapat      | Eredmény       | 2. csapat |
| -------------- | -------------- | --------- |
| Ternana        | 1–1 (Te.: 5-3) | Piacenza  |
| Sambenedettese | 0–1            | Cagliari  |
| Avellino       | 0–0 (Te.: 2-4) | Reggiana  |
| SPAL           | 0–1            | Pisa      |
| Perugia        | 2–0            | Cremonese |
| Taranto        | 2–1            | Lucchese  |
| Vicenza        | 0–4            | Verona    |
| Casertana      | 0–1            | Modena    |
| Monza          | 1–0 (hu.)      | Bologna   |
| Empoli         | 1–2            | Bari      |
| Messina        | 0–21           | Cesena    |
| Como           | 1–2            | Ascoli    |
| Venezia        | 2–0            | Cosenza   |
| Palermo        | 2–2 (Te.: 6-7) | Lecce     |
| Genoa          | 2–0            | Giarre    |
| Fidelis Andria | 3–0            | Padova    |

1 Az olasz szövetség döntése alapján.

### Második forduló
A fordulóban csatlakozó csapatok: Atalanta, Brescia, Fiorentina, Foggia, Genoa, Internazionale, Juventus, Lazio, Milan, Napoli, Parma, Pescara, Roma, Sampdoria, Torino, Udinese.
Az első mérkőzéseket 1992. augusztus 26-án, a visszavágókat pedig 1992. szeptember 2-án játszották.
| 1. csapat  | Eredmény  | 2. csapat      | 1. mérk. | 2. mérk.  |
| ---------- | --------- | -------------- | -------- | --------- |
| Milan      | 10–2      | Ternana        | 4–0      | 6–2       |
| Cagliari   | 6–4       | Udinese        | 2–0      | 4–4       |
| Reggiana   | 5–8       | Internazionale | 3–4      | 2–4       |
| Foggia     | 3–2       | Pisa           | 1–0      | 2–2       |
| Fiorentina | 4–1       | Perugia        | 1–0      | 3–1       |
| Roma       | 7–2       | Taranto        | 4–1      | 3–1       |
| Brescia    | 3–4       | Verona         | 2–3      | 1–1       |
| Napoli     | 6–0       | Modena         | 3–0      | 3–0       |
| Monza      | 2–4       | Torino         | 2–3      | 0–1       |
| Bari       | 6–5       | Pescara        | 3–3      | 3–2       |
| Sampdoria  | 2–2 (ig.) | Cesena         | 2–1      | 0–1       |
| Ascoli     | 0–5       | Lazio          | 0–4      | 0–1       |
| Atalanta   | 2–3       | Venezia        | 1–1      | 1–2 (hu.) |
| Parma      | 1–0       | Lecce          | 1–0      | 0–0       |
| Ancona     | 3–3       | Genoa          | 2–1      | 1–5 (hu.) |
| Juventus   | 5–1       | Fidelis Andria | 4–0      | 1–1       |

### Nyolcaddöntő
Az első mérkőzéseket 1992. október 7-én, a visszavágókat pedig 1992. október 28-án játszották.
| 1. csapat | Eredmény | 2. csapat      | 1. mérk. | 2. mérk. |
| --------- | -------- | -------------- | -------- | -------- |
| Milan     | 3–0      | Cagliari       | 3–0      | 0–0      |
| Foggia    | 0–2      | Internazionale | 0–0      | 0–2      |
| Roma      | 5–3      | Fiorentina     | 4–2      | 1–1      |
| Napoli    | 7–1      | Verona         | 2–1      | 5–0      |
| Bari      | 1–2      | Torino         | 1–1      | 0–1      |
| Cesena    | 2–4      | Lazio          | 1–1      | 1–3      |
| Parma     | 2–1      | Venezia        | 1–0      | 1–1      |
| Juventus  | 5–3      | Genoa          | 1–0      | 4–3      |

### Negyeddöntő
Az első mérkőzéseket 1993. január 27-én, a visszavágókat pedig 1993. február 10-én játszották.
| 1. csapat | Eredmény | 2. csapat      | 1. mérk. | 2. mérk. |
| --------- | -------- | -------------- | -------- | -------- |
| Milan     | 3–0      | Internazionale | 0–0      | 3–0      |
| Napoli    | 0–2      | Roma           | 0–0      | 0–2      |
| Lazio     | 4–5      | Torino         | 2–2      | 2–3      |
| Juventus  | 3–2      | Parma          | 2–1      | 1–1      |

### Elődöntő
Az első mérkőzéseket 1993. március 10-én, a visszavágókat pedig 1993. március 31-én játszották.
| 1. csapat | Eredmény  | 2. csapat | 1. mérk. | 2. mérk. |
| --------- | --------- | --------- | -------- | -------- |
| Roma      | 2–1       | Milan     | 2–0      | 0–1      |
| Torino    | 3–3 (ig.) | Juventus  | 1–1      | 2–2      |

### Döntő

#### Első mérkőzés
| 1993. június 12. | Torino                                       | 3 – 0 | Roma | Stadio delle Alpi, Torino Nézőszám: – Játékvezető: Angelo Amendolia |
| 1993. június 12. | Benedetti 17' (öngól) Cois 53' Fortunato 78' | (1–0) |      | Stadio delle Alpi, Torino Nézőszám: – Játékvezető: Angelo Amendolia |

#### Második mérkőzés
| 1993. június 19. | Roma                                                                                | 5 – 2 | Torino          | Stadio Olimpico, Róma Nézőszám: – Játékvezető: Sguizzato |
| 1993. június 19. | Giannini 22' (11-esből) 49' (11-esből) 55' (11-esből) Rizzitelli 47' Mihajlović 65' | (1–1) | 45' 53' Silenzi | Stadio Olimpico, Róma Nézőszám: – Játékvezető: Sguizzato |

Összesítésben a Torino nyert, idegenben lőtt góllal (5–5).
| Az 1992–1993-as olasz labdarúgókupa győztese: |
| --------------------------------------------- |
| Torino 5. cím                                 |